# IC 2944
IC 2944 sau Caldwell 100 este un roi deschis asociat unei nebuloase de emisie situat în constelația Centaurul, în apropiere de steaua Lambda Centauri. Acest obiect este la o distanță de aproximativ 5.900 de ani-lumină. IC 2944 este cunoscut și sub numele de Nebuloasa Lambda Centauri sau de Nebuloasa Puiul care Aleargă.
Obiectul prezintă mai multe globule Bok și este foarte probabil o regiune de formare a stelelor.
Imaginea (din dreapta) luată de telescopul spațial Hubble este o mărire a unei zone care conține  globulele Bok descoperite în acest obiect de către astronomul sud-african A. David Thackeray, în 1950. Aceste globule sunt cunoscute de atunci sub numele de globulele Thackeray.
Cele mai multe globule întunecate din imagine sunt, după toate aparențele, compuse din câte doi nori separați, fiecare măsurând peste un an-lumină, care se suprapun. Masa lor combinată ar reprezenta de 15 ori masa Soarelui.

## Galerie de imagini

Galerie de imagini ale IC 2944
IC 2944 luat de camera Wide Field Imager, pe telescopul MPG/ESO de 2,2 m
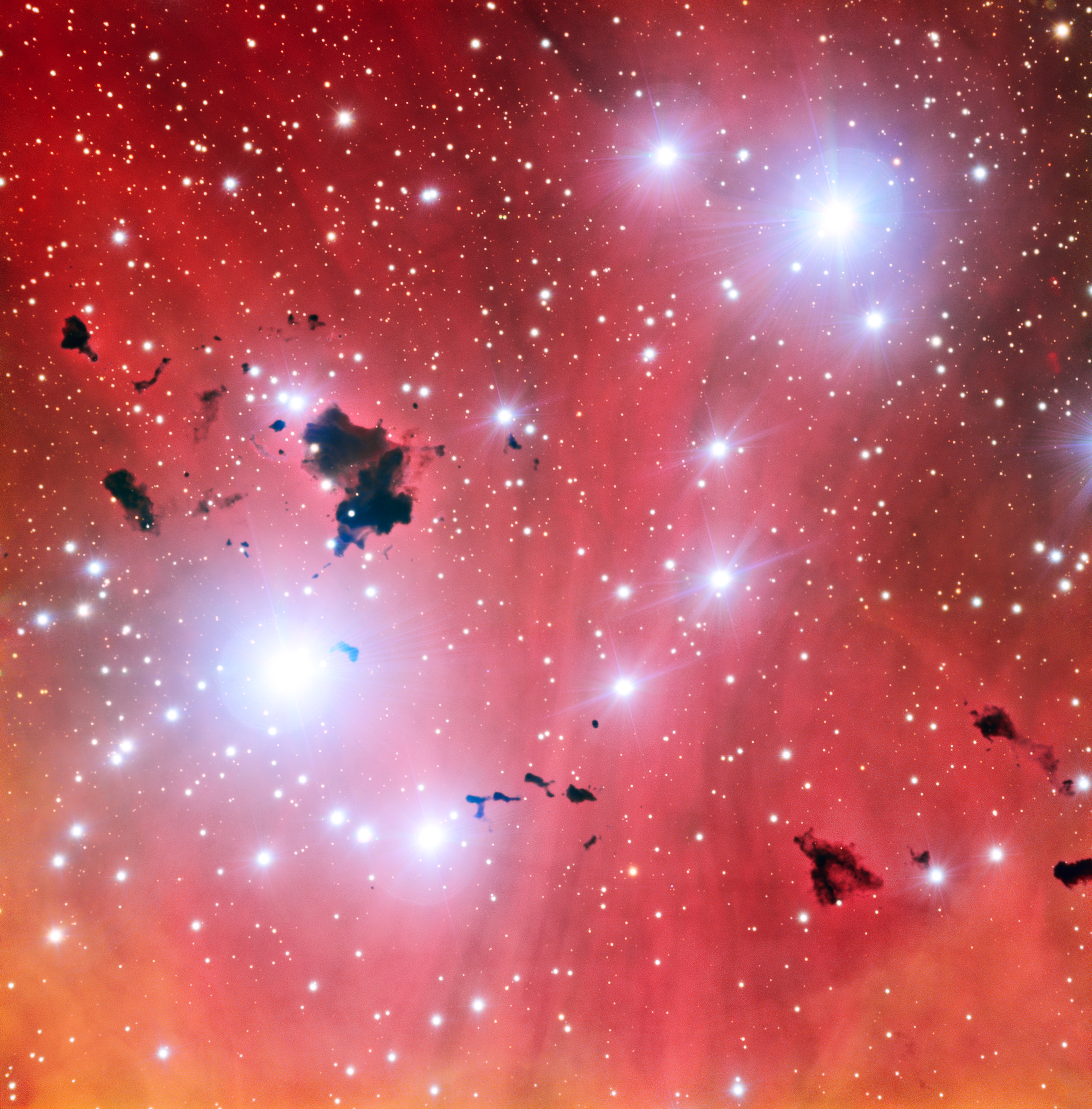
Pepiniera de stele IC 2944, imagine realizată de Very Large Telescope (VLT) al ESO
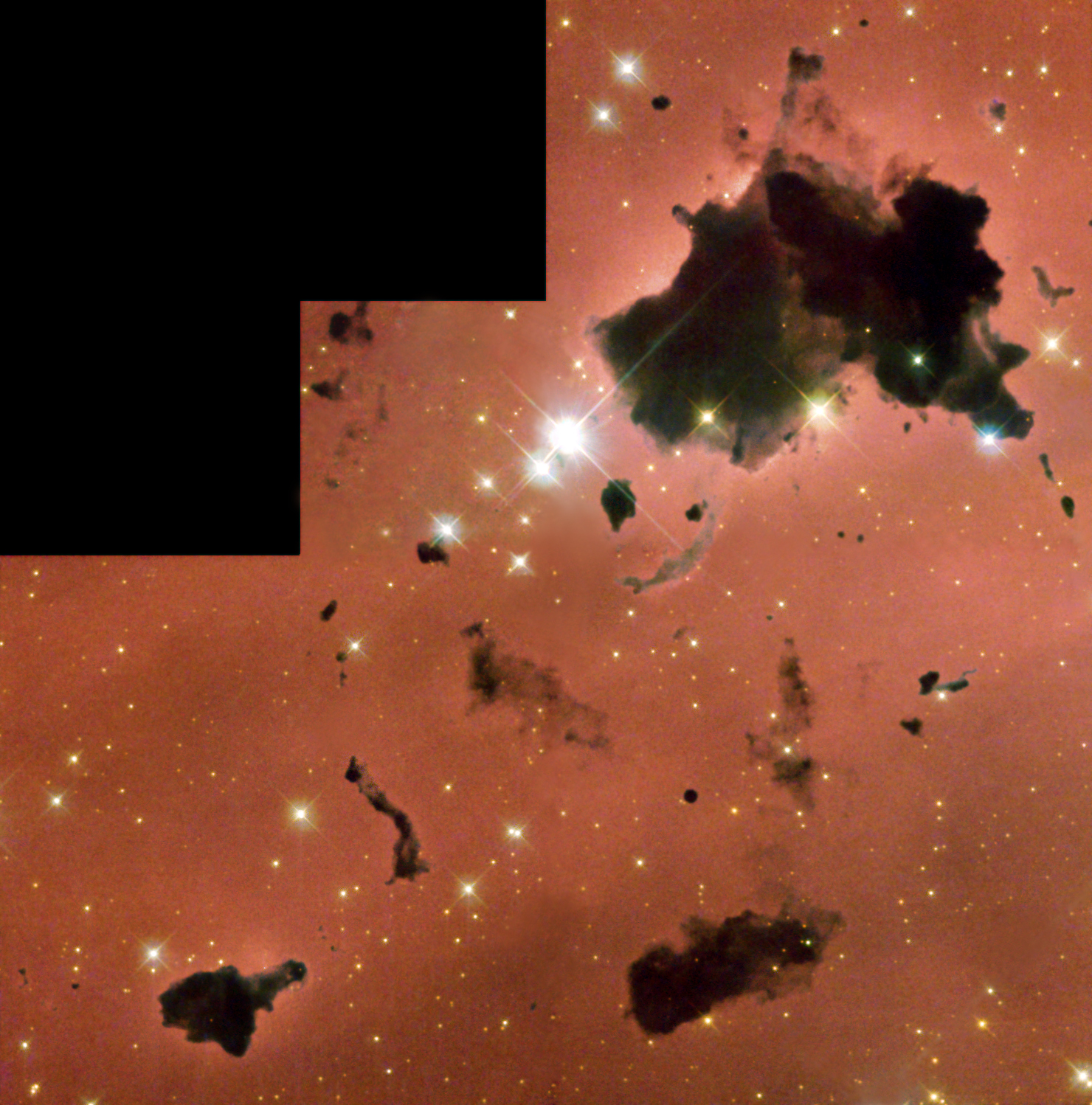
Globule Bok, nori de praf denși și opaci, luați de Telescopul Spațial Hubble